# Nowtauk
Nowtauk war eine Masseneinheit (Gewichtseinheit) in Masulipatam, einer Stadt in der britischen Präsidentschaft Madras an der Küste Koromandels in Vorderindien. Das Maß war für Baumwolle und Metalle, wie Kupfer und Messing, aber auch für andere wägbare Produkte.
- 1 Nowtauk = 2 Chattaucks[1]
- 8 Nowtauk = 1 Seer[2]
- Baumwolle 1 Nowtauk = 2,041 Lot (Preußen 1 L. = 16,667 Gramm) = 34,02 Gramm
- Baumwolle im Kleinhandel 1 Nowtauk = 2,392 Lot = 39,87 Gramm
- Kupfer und Messing 1 Nowtauk = 1,913 Lot = 31,88 Gramm
- Produkte und andere Metalle 1 Nowtauk = 2,126 Lot = 35,43 Gramm